# جناح الأنف
جناح الأنف (بالإنجليزية: ala of nose ) هو الجزء السفلي من ظهر الأنف والذي تحيط نهايته السفلية بالمنخر. يساهم في تشكيل جناح الأنف كل من الغضروف الجناحي الكبير والغضروف الجناحي الصغير.